# 房姓
房姓，在《百家姓》中排第170位。

## 姓氏由来
源于伊祁姓，出自远古帝尧陶唐氏之子丹朱的后代，属于以封邑名称为氏。舜继位以后，改封丹朱于房国（今河南省驻马店市遂平县文城乡），为房侯。丹朱之子陵，袭封后以封地名称为氏，史称房陵，后代遂为房氏。其裔孙房雅为东汉桓帝刘志执政时期（公元146年～167年在位）的清河太守，房氏家族开始定居于清河郡东武城县（今河北省衡水市故城县）。十六国时期，房谌随慕容德渡过黄河，定居于东清河郡绎幕县（今山东省淄博市博山区域城镇）。

## 延伸阅读
[在维基数据编辑]
 《百家姓》
 《欽定古今圖書集成·明倫彙編·氏族典·房姓部》，出自陈梦雷《古今圖書集成》

## 外部連結
- 中華房氏 （页面存档备份，存于）